# Итон (Колорадо)
Итон (енгл. Eaton) град је у америчкој савезној држави Колорадо.

## Демографија
По попису из 2010. године број становника је 4.365, што је 1.675 (62,3%) становника више него 2000. године.
| Група             | 2000.         | 2010.         |
| Белци             | 2.298 (85,4%) | 3.720 (85,2%) |
| Афроамериканци    | 1 (0,0%)      | 12 (0,3%)     |
| Азијати           | 21 (0,8%)     | 22 (0,5%)     |
| Хиспаноамериканци | 340 (12,6%)   | 528 (12,1%)   |
| Укупно            | 2.690         | 4.365         |